# Cneo (praenomen)
Cneo o Gneo (en latín: Gnaeus) es un praenomen o nombre personal latino muy común durante el período de la República romana y hasta bien entrada la época imperial. La forma femenina es Gnea. El praenomen fue utilizado tanto por familias patricias como plebeyas y dio lugar a la gens patronímica Naevia. El nombre se abrevia regularmente Cn., basado en la ortografía arcaica, Cnaeus, que data del período anterior a la diferenciación de las letras "C" y "G".
Durante la mayor parte de la historia romana, Cneo fue uno de los diez praenomina más comunes, siendo menos común que Tito, el sexto praenomen más común, y comparable en frecuencia a Aulo, Espurio y Sexto. Aunque el nombre fue utilizado por una minoría de familias en Roma, fue favorecido por varias gens prominentes, incluidos los Cornelii, Domitii, Manlii y Servilii. El nombre gradualmente se volvió menos común en la época imperial.

## Origen y significado
Según Sexto Pompeyo Festo, el praenomen Cneo originalmente se refería a una marca de nacimiento, que era nevus en latín. Esta etimología es generalmente aceptada por los estudiosos modernos. En su tratado sobre el origen de los praenomina romana, George Davis Chase cita la ortografía arcaica Gnaivos en apoyo de esta explicación. Sin embargo, al igual que con otros praenomina, generalmente se eligió a Cneo porque era un apellido, no necesariamente porque los niños que lo recibieron tuvieran una marca de nacimiento notable.
Cneo fue uno de los praenomina latinos que tomaron prestados los etruscos, en cuyo idioma se convirtió en Cneve o Cneies.